# Cédric Barbosa
Cédric Barbosa (* 6. März 1976 in Aubenas) ist ein ehemaliger französischer Fußballspieler. Der Mittelfeldspieler bestritt 330 Spiele in der Ligue 1.

## Karriere
Barbosa begann seine Karriere 1992 bei Olympique Alès und rückte dort 1994 in die Profimannschaft auf. 1997 wechselte er zum HSC Montpellier. Am 2. August 1997 kam er beim 1:1 gegen Racing Straßburg zu seinem Debüt in der Division 1, als er in der 74. Minute für Sylvain Deplace eingewechselt wurde. Sein erstes Tor erzielte er am 3. Oktober 1998 im Heimspiel gegen den FC Lorient zum 5:1-Endstand in der 90. Minute. 2003 ging er zum Ligakonkurrenten Stade Rennes, 2006 war er ein Jahr für ES Troyes AC aktiv. Zur Saison 2007/08 wechselte er zum FC Metz. Der Verein stieg in der Saison in die Ligue 2 ab, Barbosa hielt ihm jedoch die Treue. Nach einem Jahr Zweitklassigkeit ging er zum FC Évian Thonon Gaillard, einem zu diesem Zeitpunkt drittklassigen Club. Nach zwei Aufstiegen in Folge in den Spielzeiten 2009/10 als Meister der Division 3 und 2010/11 als Meister der Ligue 2, spielte er ab der Saison 2011/12 mit dem Verein in der Ligue 1. In den Spielzeiten 2014/15 und 2015/16 folgten wieder zwei Abstiege, sodass Barbosa mit Évian seit der Saison 2016/17 wieder drittklassig spielt. Im September 2016 verließ Barbosa Évian und schloss sich dem Viertligisten FC Annecy an. Von September 2018 bis Ende Juni 2019 ließ er seine Karriere beim Fünftligisten Olympique Alès ausklingen.

## Erfolge
FC Évian Thonon Gaillard
- Aufstieg in die Ligue 2 als Meister der Division 3: 2010
- Aufstieg in die Ligue 1 als Meister der Ligue 2: 2011